# Izochrona

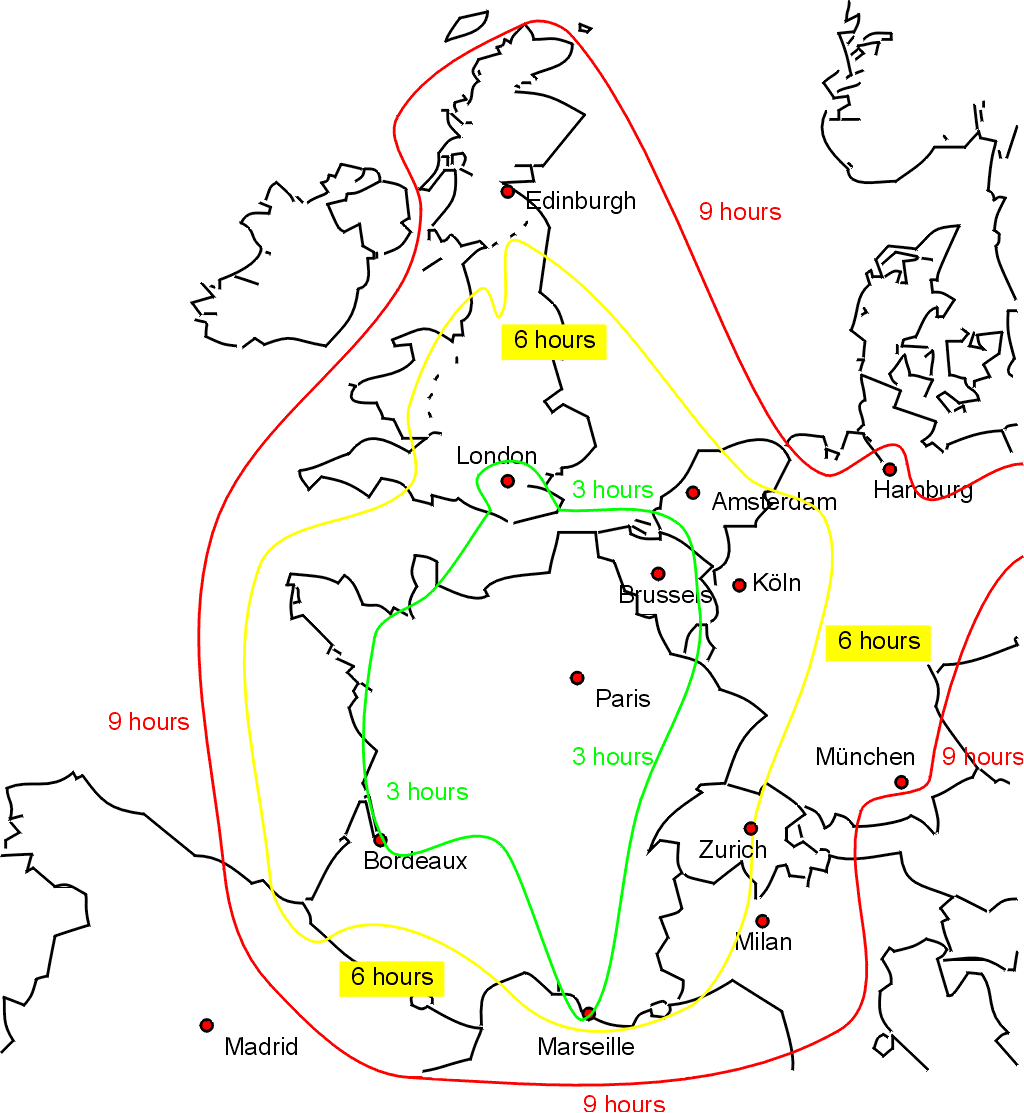
Příklad izochron: jízdní doby z Paříže

Izochrony jsou čáry spojující místa na mapě či grafu se stejným časem výskytu daného jevu. Izochronám je připisována určitá časová hodnota, ale vyjadřují také prostorové rozložení nebo nástup určitého jevu. Izochron se například používá pro zobrazení míst se stejným časem přechodu studené fronty nebo časem příchodu zemětřesných vln, popřípadě vln tsunami.
Izochrony jsou také liniemi oddělujícími chronostratigrafické jednotky v geologii.
V dopravě se často izochrony používají pro zobrazení míst dostupných z určitého místa v určitém čase.